# Knightiella splachnirima
Knightiella splachnirima är en lavart som först beskrevs av Hook. f. & Taylor, och fick sitt nu gällande namn av Vilmos Kőfaragó-Gyelnik. Knightiella splachnirima ingår i släktet Knightiella och familjen Icmadophilaceae.   Inga underarter finns listade i Catalogue of Life.